# Formosia atribasis
Formosia atribasis là một loài ruồi trong họ Tachinidae.